# 變身 (韓國電影)
《變身》（：／）是一部2019年上映的韓國恐怖電影，影片讲述变身为人的恶魔躲进一户家庭后发生的奇异、令人毛骨悚然的事件，於2019年8月21日在韓國上映。由《技術者們》《一定要抓住》的導演金泓善執導、金良治創作劇本，裴晟佑、成東鎰、張英南、金慧峻、趙怡賢及金康勳主演。

## 演員陣容

### 主要人物
- 裴晟佑 飾演 朴重秀
- 成东镒 飾演 朴江久
- 张英南 飾演 崔明珠
- 金慧峻 飾演 朴善瑀
- 趙怡賢 飾演 朴賢珠
- 金康勳 飾演 朴佑鐘

### 其他人物
- 田美都 飾演 少女的母親
- 金世熙 飾演 少女
- 金贵先 饰演 校长神父
- 池大韩 饰演 Jaycom
- 孙仁勇 饰演 救援队队长
- 金敏植 饰演 救援队队员
- 李奎福 饰演 急救队员
- 鄭潤廈 饰演 急救队员

### 友情出演
- 孫鐘鶴 饰演 主任神父
- 吳代煥 饰演 邻居男子

### 特别出演
- 白潤植 饰演 巴尔塔扎尔神父

## 外部連結
- Daum上《變身》的資料

- 韩国电影数据库（KMDb）上《變身》的資料
- 互联网电影数据库（IMDb）上《變身》的资料（英文）
- 《變身》在Hancinema的頁面（页面存档备份，存于）